# Relations entre le Japon et la Turquie

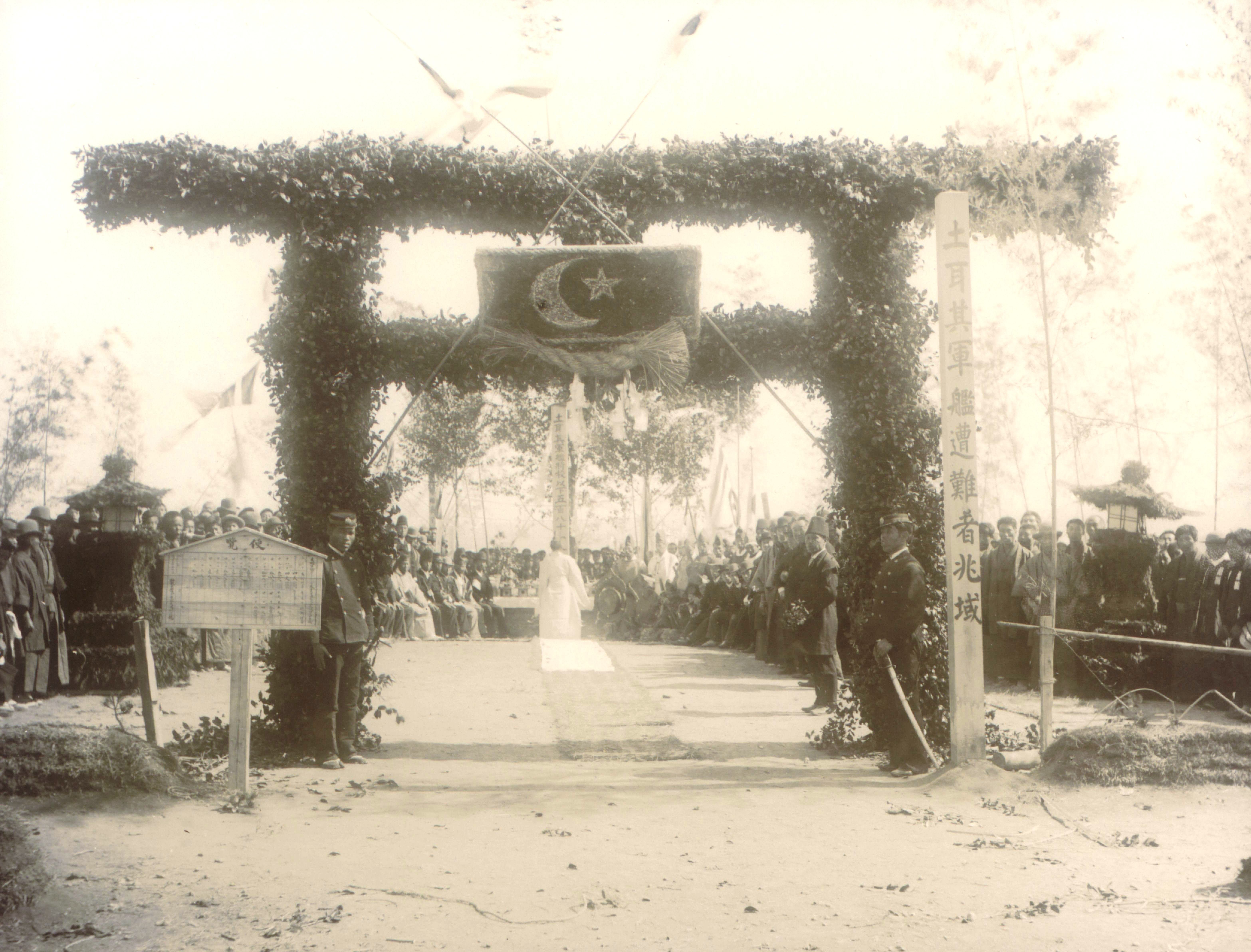
Cérémonie funéraire des victimes du naufrage de l'Ertuğrul en 1890.

Les Relations entre le Japon et la Turquie désignent les relations internationales entre le Japon et la Turquie. Le Japon a une ambassade à Ankara et un consulat général à Istanbul. La Turquie a une ambassade à Tokyo.

## Histoire

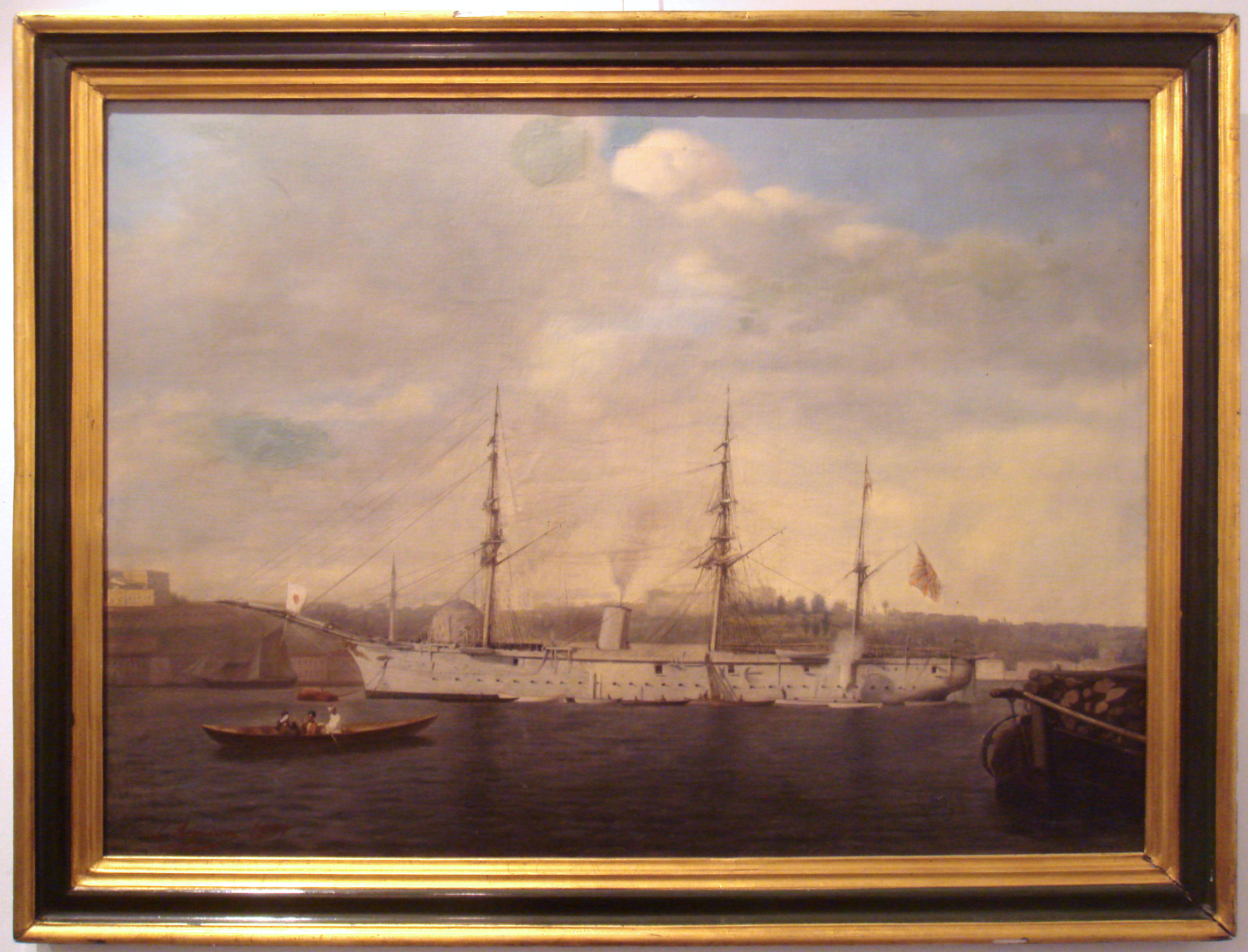
Le croiseur japonais Kongō à Istanbul en 1891, après la Tragédie de l'Ertuğrul, par Luigi Acquarone (1800-1896).

Les relations entre les deux pays ont commencé au XIXe siècle. Un événement fondateur de celle-ci fut la Tragédie de l'Ertuğrul en 1890.
Après la fondation de la République turque, des relations diplomatiques ont été établies en 1924 et les premières ambassades ont été ouvertes en 1925.

## Relations politiques

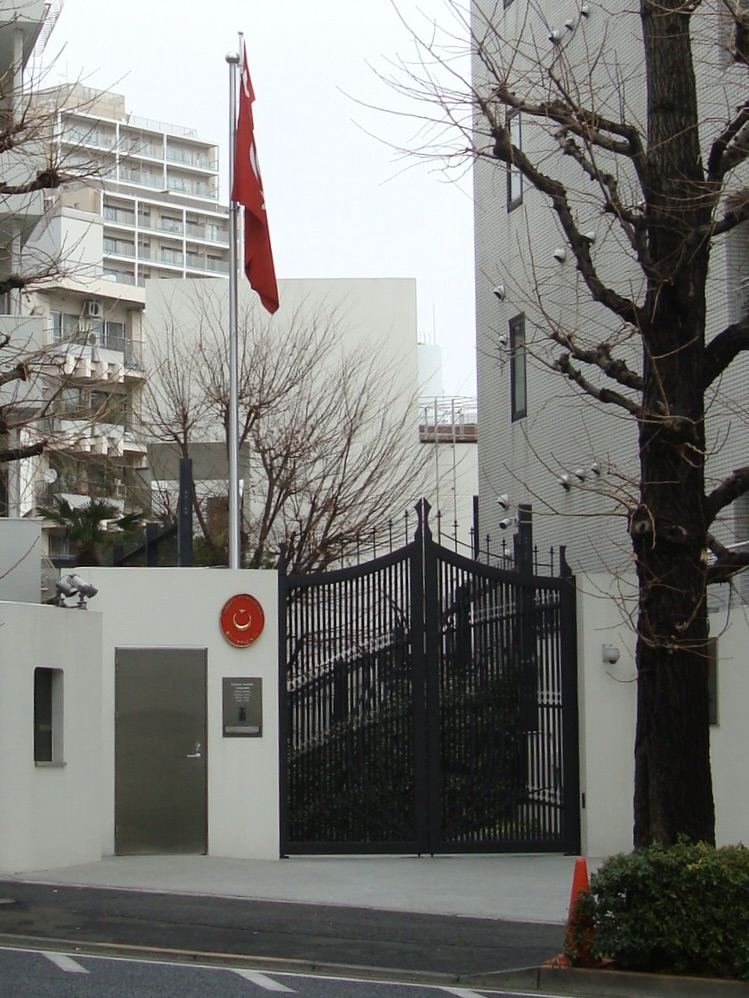
Ambassade de Turquie à Tokyo

La Turquie et le Japon sont tous les deux membres de l'Organisation de coopération et de développement économiques (OCDE), et l'Organisation mondiale du commerce (OMC). La Turquie est également membre du Conseil de l'Europe, et de l'Organisation pour la sécurité et la coopération en Europe (OSCE), dans laquelle le Japon est un observateur.
Il y a 10 000 citoyens turcs habitant au Japon et qui constituent un aspect important dans les relations de la Turquie avec le Japon.